# Beyond: Due anime
Beyond: Due anime (Beyond: Two Souls) è un videogioco d'avventura grafica del 2013, sviluppato da Quantic Dream e pubblicato da Sony Computer Entertainment per PlayStation 3 e PlayStation 4. Nel 2019 è uscito anche per Windows.
Il gioco è stato commercializzato a partire dall'8 ottobre 2013 in Nord America e dall'11 ottobre 2013 in Europa. Il 16 giugno 2015 ne è stata annunciata una versione per PlayStation 4, uscita in digitale il 24 novembre 2015 e in versione fisica il 2 marzo 2016.

## Trama
Jodie Holmes è una bambina dotata di un particolare potere psichico: è infatti misteriosamente connessa con un'entità soprannaturale di nome Aiden, con la quale lei può comunicare e usare la telepatia per spostare oggetti, possedere altre persone, curarle o addirittura ucciderle. Dopo che Aiden quasi uccide un bambino durante un gioco, i genitori adottivi di Jodie la lasciano in custodia ai dottori Nathan Dawkins e Cole Freeman, presso il dipartimento delle Attività Paranormali della CIA, perché ne studino i poteri. Sotto la loro guida, Jodie imparerà a controllare i poteri di Aiden e a usarli a proprio vantaggio; scoprirà inoltre di essere braccata da altre entità malevole, che vogliono farle del male: presto Aiden sarà in grado di combatterle.
Passano alcuni anni, durante i quali Nathan e Cole tentano di costruire il Condensatore, un macchinario in grado di connettere il mondo umano con l'aldilà, denominato Inframondo. Una sera, Nathan scopre che sua moglie e sua figlia sono morte in un incidente d'auto: mentre cerca di confortarlo, Jodie scopre di poter usare i suoi poteri per incanalare nel suo corpo lo spirito degli abitanti dell'Inframondo, che possono così parlare ai vivi per suo tramite. Jodie intanto cresce e diventa un'adolescente che cerca di rendersi indipendente sia dai dottori che da Aiden: ogni suo tentativo viene però reso vano dagli interventi di Aiden.
Un giorno il Condensatore si guasta, e alcune entità malevole entrano nel mondo dei vivi dando il via a un massacro. Jodie viene incaricata di spegnere il macchinario, poiché è l'unica a poterle vedere e combattere: pur con molte difficoltà la missione riesce, e la ragazza chiede a Nathan di non costruire mai più un altro Condensatore. Questa impresa mette però in allerta la CIA, che manda l'agente Ryan Clayton a reclutare forzatamente Jodie. La ragazza viene sottoposta a un duro allenamento per imparare a utilizzare i suoi poteri in missione; tra lei e Ryan, inoltre, nascerà un sentimento. Dopo diversi anni, Jodie viene mandata in missione in Somalia, dove le viene chiesto di uccidere un "signore della guerra": dopo aver compiuto la missione, tuttavia, la ragazza scopre che la sua vittima non era davvero un signore della guerra ma il presidente regolarmente eletto del Paese, il quale si stava tra l'altro impegnando per cessare le ostilità. Furiosa, Jodie scappa dalla CIA e diventa una ricercata per diserzione. Jodie gira per diversi anni senza meta: inizialmente si ferma con un gruppo di senzatetto, coi quali stringe amicizia, e aiuta una di loro a far nascere sua figlia Zoey; in seguito aiuterà Jay, un ragazzo Navajo, e i suoi familiari a contrastare un'entità malefica. Durante il suo vagare, Jodie scopre inoltre di esser stata strappata alla sua vera madre non appena nata, e decide di indagare: con l'aiuto di Cole riesce a localizzarla nell'ospedale psichiatrico dov'è rinchiusa dal giorno della sua nascita, e scopre che la donna, dotata di poteri psichici, è tenuta dalla CIA in un costante stato catatonico. Dopo la visita, Jodie viene arrestata.
Jodie ritrova Nathan, ora direttore del Dipartimento e responsabile del nuovo Condensatore, il Sole Nero. Nathan le dice che la CIA la lascerà libera se lei compirà un'ultima missione: distruggere il Condensatore costruito da una nazione nemica, che potrebbe usarlo per fini bellici. Jodie, assieme a una squadra della CIA guidata da Nathan, riesce nella missione. Al ritorno, la ragazza scopre che Nathan ha costruito un altro Condensatore per parlare esclusivamente con la sua famiglia, ma senza successo: la ragazza prova a convincerlo di lasciarle andare per porre fine alle loro sofferenze, ma invano. Mentre sta per andare via, Jodie viene nuovamente catturata dalla CIA, che la ritiene troppo pericolosa per lasciarla libera e vuole tenerla nelle stesse condizioni di sua madre. Nathan, intanto, la informa di voler spegnere il campo magnetico che protegge il Sole Nero, perché il mondo dei vivi e l'Inframondo si mescolino e la morte diventi inutile.
Aiden, troppo debole per aiutare Jodie, si mette in contatto con Ryan e Cole e li porta da lei, riuscendo a salvarla. Nathan spegne il campo magnetico ed entra nel Sole Nero per ritrovare la sua famiglia; Jodie, Ryan e Cole lo inseguono, intenzionati a fermarlo. Durante la traversata verso il nucleo del Sole Nero, Cole viene ferito dalle entità e Ryan si sacrifica per salvare Jodie; la ragazza riesce a raggiungere Nathan, che si accorge di aver fatto un grave errore: a seconda delle scelte del giocatore, l'uomo sarà ucciso da Aiden oppure si suiciderà per raggiungere la sua famiglia.
Dopo aver spento il Condensatore, Jodie ha una rivelazione: Aiden è in realtà lo spirito del suo fratello gemello nato morto e rimasto legato a lei. La ragazza dovrà fare una scelta: tornare nel mondo dei vivi, oppure rimanere nell'Inframondo per riunirsi ad Aiden e a tutti coloro che ha perso durante la sua vita. Se Jodie sceglie di vivere, la sua connessione con Aiden sarà recisa e lei non sarà più utile alla CIA, che la lascerà libera; dovrà quindi scegliere se vivere la sua vita da sola, con Ryan, Jay o la famiglia di Zoey, mentre Aiden continuerà a vegliare su di lei. Se sceglie l'aldilà, Jodie morirà e raggiungerà Aiden e gli altri nell'Inframondo, continuando però a proteggere i suoi amati rimasti nel mondo dei vivi. A prescindere dalla scelta, Jodie dovrà comunque prepararsi a fronteggiare una grande minaccia: a causa delle azioni di Nathan, l'Inframondo potrebbe prendere il sopravvento sul mondo dei vivi in un futuro non troppo lontano, e Jodie sarà l'unica a poterlo fronteggiare.

## Personaggi
- Jodie Holmes (10 maggio 1990): è una ragazza abbandonata dai suoi genitori che è connessa ad un'entità soprannaturale di nome Aiden.
- Nathan Dawkins (22 luglio 1959): è uno scienziato del governo che lavora con Jodie Holmes per analizzare i poteri di Aiden.
- Cole Freeman (5 agosto 1967): è un assistente di Nathan Dawkins.
- Ryan Clayton (24 aprile 1977): è un agente della CIA di cui Jodie Holmes si innamora durante il gioco.

## Sviluppo

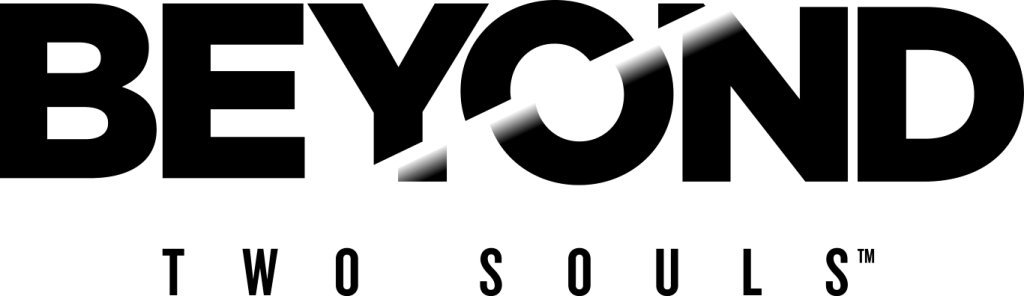
Logo originale

David Cage, fondatore e presidente di Quantic Dream, ha annunciato il titolo alla conferenza Sony dell'E3 2012, mostrando un trailer in sistema real-time del gioco.
Al contrario di un altro titolo sviluppato da Quantic Dream, Heavy Rain, questo gioco non supporta il controller PlayStation Move. Tuttavia introduce la possibilità di usare uno smartphone o un tablet come controller di gioco, scaricando l'applicazione gratuita Beyond Touch.
Il produttore del gioco ha fatto notare che i giocatori potrebbero essere in grado di scoprire "cosa c'è oltre" dopo averlo giocato.
Il gioco presenta uno stile grafico molto cupo, come nel caso di Heavy Rain.
La colonna sonora del gioco è l'ultimo lavoro del compositore canadese Normand Corbeil, morto di cancro al pancreas il 25 gennaio 2013. Al lavoro finale hanno contribuito anche Lorne Balfe e il compositore premio Oscar Hans Zimmer.

## Interpreti e doppiatori
| Personaggio | Interprete originale | Doppiatore italiano                               |
| ----------- | -------------------- | ------------------------------------------------- |
| Jodie       | Ellen Page           | Debora Magnaghi Benedetta Ponticelli (da bambina) |
| Nathan      | Willem Dafoe         | Ivo De Palma                                      |
| Cole        | Kadeem Hardison      | Riccardo Lombardo                                 |
| Ryan        | Eric Winter          | Andrea Bolognini                                  |

## Vendite
Beyond: Due Anime è stato uno dei videogiochi più prenotati del 2013, con circa 136 000 copie negli Stati Uniti.
A distanza di tre giorni dalla sua pubblicazione, il gioco ha venduto più di 305 000 copie in tutto il mondo. L'11 gennaio 2014 è riuscito a raggiungere un milione di copie vendute.